# افسانه گرگ دریا
افسانه گرگ دریا (ایتالیایی: Il lupo dei mari) یک فیلم ماجراجویی به کارگردانی جوزپه واری محصول سال ۱۹۷۵ کشور ایتالیا است. این فیلم براساس رمان گرگ دریا اثر جک لندن ساخته شده‌است.

## بازیگران
- چاک کانرس: Wolf Larsen
- باربارا باک: Maud Brewster
- جوزپه پامبیری: Humphrey Van Weyden
- لوچانو پیگوتسی: Thomas Mugridge
- ایوان راسیموف: Death Larsen
- ریک باتالیا
- Pino Ferrara
- Lars Bloch
- موریس پولی
- نلو پاتزافینی
- رناتو بالدینی